# Herman José
Hermann Joseph von Krippahl (Lisboa, 19 de marzo de 1954), más conocido como Herman José, es un humorista y presentador de televisión alemán afincado en Portugal.

## Biografía
Herman José nació en Lisboa en 1954, en una familia de padre hispano-alemán y madre portuguesa, y cursó estudios en la Escuela Alemana de Lisboa. Habla con fluidez cinco idiomas: portugués, alemán, español, francés e inglés.
Aunque es portugués de nacimiento, solo tiene la nacionalidad alemana. Al cumplir la mayoría de edad renunció a la portuguesa para no ser reclutado en la Guerra Colonial. En aquella época, José llegó incluso a matricularse en la Escuela Superior de Televisión y Cine de Múnich porque la DGS pretendía expulsarle del país si no se naturalizaba. Sin embargo, el triunfo de la revolución de los claveles en 1974 le permitió seguir viviendo en Portugal.
Entre 2004 y 2012 fue propietario del Teatro Tivoli de Lisboa. También estuvo al frente de la sala de variedades Café-Café en los años 1990. Una de sus aficiones es la colección de vehículos de alta gama.

## Trayectoria profesional
Interesado desde joven por la música, debutó en televisión como bajista de una banda. Durante la transición portuguesa a la democracia pasó a trabajar como actor de revista en obras como Uma no Cravo, Outra na Ditadura (1974).
El presentador Nicolau Breyner descubrió a José y le hizo debutar en la televisión pública RTP1, dentro de su programa Nicolau no País das Maravilhas (1975). A partir de ese momento compaginó su faceta musical con la cómica, creando un universo de personajes humorísticos en programas como O Tal Canal (1983) y Hermanias (1984). Participó también en la versión portuguesa de Un, dos, tres y como locutor en la emisora Rádio Comercial.
Desde 1990 hasta 1994 fue el presentador de la adaptación portuguesa de La ruleta de la suerte, y durante un tiempo lo compaginó con una serie de humor musical (Casino Royal, 1990) y con el magacín Parabéns (1993-1996), todos ellos en Canal 1. Ya consolidado como uno de los presentadores más famosos de Portugal, fue nombrado comendador de la Orden del Mérito en 1992. Posteriormente hizo el programa humorístico Herman Enciclopédia (1997-1998) y fundó su propia productora de televisión, Herman Zap Produções.
Después de veinte años en la televisión pública, Herman José firmó un contrato de exclusividad con el canal privado SIC en el año 2000. Durante nueve años estuvo presentado el magacín HermanSIC, dos concursos de telerrealidad, el programa de humor Hora H (2007-2008) y una nueva versión de La ruleta de la suerte. Sin embargo, nunca llegó a sentirse cómodo en ese canal y terminó enfrentado con la dirección. En 2009 se marchó a TVI, donde presentó el concurso musical Nasci p'ra Cantar.
Herman José regresó a RTP1 en 2010 y se ha mantenido como uno de sus presentadores de referencia en magacines vespertinos. Desde 2016 presenta el programa de humor Cá Por Casa. Además, hizo sketches en el Festival de la Canción de Eurovisión 2018 interpretando a David Attenburger, una parodia de David Attenborough.